# Халдене (супутник)
Халдене (грец. Χαλδηνη) — супутник Юпітера, відомий також під назвою Юпітер XXI.

## Відкриття
Відкритий 9 грудня 2001 року групою астрономів з Гавайського університету під керівництвом Скотта Шеппарда. Повідомлення про відкриття зроблено 5 січня 2001 року. Отримав тимчасове значення S/2001 J 10. 22 жовтня 2002 Міжнародний астрономічний союз присвоїв супутнику офіційну назву Халдене, на честь персонажа з грецької міфології.

## Орбіта
Супутник проходить повний оберт навколо Юпітера на відстані приблизно 23 100 000 км за 723,72 діб. Орбіта має ексцентриситет 0,2521°. Нахил ретроградної орбіти до локальної площини Лапласа 165,190°. Знаходиться у групі Карме.

## Фізичні характеристики
Діаметр Халдене приблизно 1,9 кілометри. Оціночна густина 2,6 г/см³. Супутник складається переважно з силікатних порід. Дуже темна поверхня має альбедо 0,04. Зоряна величина дорівнює 23m.